# Protaetia salomoensis
Protaetia salomoensis är en skalbaggsart som beskrevs av Moser 1914. Protaetia salomoensis ingår i släktet Protaetia och familjen Cetoniidae. Inga underarter finns listade i Catalogue of Life.